# Ulisse Ortensi
Ulisse Ortensi (Pratola Peligna, 1º settembre 1863 – Sulmona, 13 ottobre 1935) è stato un poeta, traduttore e bibliotecario italiano.

## Biografia
Figlio di un avvocato, fu costretto, nonostante i primi soddisfacenti incarichi come bibliotecario (Biblioteca Nazionale di Roma), a seguire le orme paterne, così che, fino al 1914, esercitò l'attività forense. 

Non rinunciando mai ai suoi interessi letterari, pubblicò diversi volumi di poesie, un dramma e alcune traduzioni di celebri autori, tra cui Edgar Allan Poe (Il libro dei poemi, Torino, Roux e Viarengo, 1902, e la prima versione italiana delle Poesie, Lanciano, Rocco Carabba, 1892) e Robert Burns (di cui curò la prima traduzione italiana delle Poesie, Modena, Sarasino, 1893). 

Critico militante, fu tra i primi a dedicare recensioni e studi ad autori allora pressoché esordienti; in particolare. nei primi anni del '900, pubblicò sulla rivista Emporium una serie di profili sui Letterati contemporanei, come Hall Caine, Anton Čechov, Marie Corelli, Detlev von Liliencron, Arthur Symons, Thomas Hardy. Tornato al suo lavoro prediletto, dal 1921 al '35 fu direttore della Biblioteca Universitaria di Pisa.

## Opere principali
- Versi, Modena, E. Sarasino Editore, 1893,
- Una negazione: dramma intimo in tre atti, Napoli, Paravia Editore, 1900,
- Poveri sogni: poesie, Roma, Roux e Viarengo, 1904
- Nuove poesie, Bergamo, Emporium, 1896
- Liriche, Roma, Centenari e C., 1907